# Copa Libertadores 1968

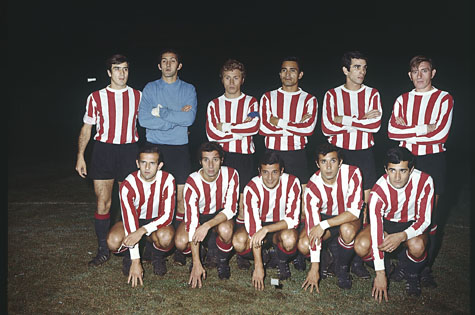
Die siegreiche Mannschaft von Estudiantes de La Plata

Die Copa Libertadores 1968 war die neunte Auflage des wichtigsten südamerikanischen Fußballwettbewerbs für Vereinsmannschaften. 21 Mannschaften nahmen teil. Es nahmen jeweils die Landesmeister der CONMEBOL-Länder und die Zweiten teil, beziehungsweise die Gewinner und Finalisten der Pokalwettbewerbe in Brasilien und Bolivien, da dort noch keine nationalen Meisterschaften ausgetragen wurden. Hinzu kam der Sieger des Vorjahres, Racing Club Avellaneda. Das Turnier begann am 24. Januar und endete am 16. Mai 1968 mit dem Final-Entscheidungsspiel. Der argentinische Vertreter Estudiantes de La Plata gewann das Finale gegen SE Palmeiras und damit seinen ersten Titel in diesem Wettbewerb.

## 1. Gruppenphase

### Gruppe 1
| Pl. | Verein                  | Sp. | S | U | N | Tore    | Diff. | Punkte |
| --- | ----------------------- | --- | - | - | - | ------- | ----- | ------ |
| 1.  | Estudiantes de La Plata | 6   | 5 | 1 | 0 | 012:300 | +9    | 11     |
| 2.  | CA Independiente        | 6   | 2 | 1 | 3 | 008:100 | −2    | 05     |
| 3.  | Deportivo Cali          | 6   | 2 | 1 | 3 | 006:100 | −4    | 05     |
| 4.  | CD Los Millonarios      | 6   | 1 | 1 | 4 | 006:900 | −3    | 03     |

|                    |   |                         | Hinspiel | Rückspiel |
| ------------------ | - | ----------------------- | -------- | --------- |
| CA Independiente   | - | Estudiantes de La Plata | 2:4      | 0:2       |
| CD Los Millonarios | - | CA Independiente        | 1:2      | 1:3       |
| CD Los Millonarios | - | Estudiantes de La Plata | 0:1      | 0:0       |
| Deportivo Cali     | - | CA Independiente        | 1:0      | 1:1       |
| Deportivo Cali     | - | Estudiantes de La Plata | 1:2      | 0:3       |
| CD Los Millonarios | - | Deportivo Cali          | 4:2      | 0:1       |

#### Entscheidungsspiel um den zweiten Tabellenplatz
|                  | Ergebnis |                |
| ---------------- | -------- | -------------- |
| CA Independiente | 3:2      | Deportivo Cali |

### Gruppe 2
| Pl. | Verein                    | Sp. | S | U | N | Tore    | Diff. | Punkte |
| --- | ------------------------- | --- | - | - | - | ------- | ----- | ------ |
| 1.  | Universitario de Deportes | 6   | 3 | 3 | 0 | 017:400 | +13   | 09     |
| 2.  | Sporting Cristal          | 6   | 3 | 3 | 0 | 011:500 | +6    | 09     |
| 3.  | Club Jorge Wilstermann    | 6   | 2 | 1 | 3 | 005:800 | −3    | 05     |
| 4.  | Club Always Ready         | 6   | 0 | 1 | 5 | 002:180 | −16   | 01     |

|                           |   |                           | Hinspiel | Rückspiel |
| ------------------------- | - | ------------------------- | -------- | --------- |
| Club Always Ready         | - | Universitario de Deportes | 0:3      | 0:6       |
| Club Jorge Wilstermann    | - | Sporting Cristal          | 0:1      | 0:2       |
| Club Always Ready         | - | Sporting Cristal          | 1:4      | 1:1       |
| Club Jorge Wilstermann    | - | Universitario de Deportes | 0:0      | 1:5       |
| Club Jorge Wilstermann    | - | Club Always Ready         | 3:0      | 1:0       |
| Universitario de Deportes | - | Sporting Cristal          | 1:1      | 2:2       |

### Gruppe 3
| Pl. | Verein                  | Sp. | S | U | N | Tore    | Diff. | Punkte |
| --- | ----------------------- | --- | - | - | - | ------- | ----- | ------ |
| 1.  | CD Universidad Católica | 6   | 4 | 1 | 1 | 011:700 | +4    | 09     |
| 2.  | CS Emelec               | 6   | 2 | 3 | 1 | 005:400 | +1    | 07     |
| 3.  | CD El Nacional          | 6   | 2 | 1 | 3 | 005:600 | −1    | 05     |
| 4.  | CF Universidad de Chile | 6   | 1 | 1 | 4 | 006:100 | −4    | 03     |

|                         |   |                         | Hinspiel | Rückspiel |
| ----------------------- | - | ----------------------- | -------- | --------- |
| CS Emelec               | - | CD El Nacional          | 0:0      | 1:0       |
| CD El Nacional          | - | CD Universidad Católica | 2:1      | 0:2       |
| CS Emelec               | - | CF Universidad de Chile | 2:1      | 0:0       |
| CS Emelec               | - | CD Universidad Católica | 1:2      | 1:1       |
| CD El Nacional          | - | CF Universidad de Chile | 3:1      | 0:1       |
| CD Universidad Católica | - | CF Universidad de Chile | 3:2      | 2:1       |

### Gruppe 4
| Pl. | Verein              | Sp. | S | U | N | Tore    | Diff. | Punkte |
| --- | ------------------- | --- | - | - | - | ------- | ----- | ------ |
| 1.  | Peñarol Montevideo  | 6   | 3 | 2 | 1 | 008:200 | +6    | 08     |
| 2.  | Club Guaraní        | 6   | 2 | 3 | 1 | 008:700 | +1    | 07     |
| 3.  | Nacional Montevideo | 6   | 2 | 2 | 2 | 009:500 | +4    | 06     |
| 4.  | Club Libertad       | 6   | 1 | 1 | 4 | 002:130 | −11   | 03     |

|                     |   |                     | Hinspiel | Rückspiel |
| ------------------- | - | ------------------- | -------- | --------- |
| Peñarol Montevideo  | - | Nacional Montevideo | 1:0      | 0:0       |
| Club Guaraní        | - | Club Libertad       | 2:0      | 1:1       |
| Nacional Montevideo | - | Club Guaraní        | 2:2      | 1:2       |
| Peñarol Montevideo  | - | Club Libertad       | 4:0      | 0:1       |
| Nacional Montevideo | - | Club Libertad       | 4:0      | 2:0       |
| Peñarol Montevideo  | - | Club Guaraní        | 2:0      | 1:1       |

### Gruppe 5
| Pl. | Verein              | Sp. | S | U | N | Tore    | Diff. | Punkte |
| --- | ------------------- | --- | - | - | - | ------- | ----- | ------ |
| 1.  | Palmeiras São Paulo | 6   | 5 | 1 | 0 | 012:300 | +9    | 11     |
| 2.  | Deportivo Portugués | 6   | 2 | 1 | 3 | 005:110 | −6    | 05     |
| 3.  | Náutico Capibaribe  | 6   | 1 | 2 | 3 | 007:800 | −1    | 04     |
| 4.  | Deportivo Galicia   | 6   | 2 | 0 | 4 | 005:700 | −2    | 04     |

|                     |   |                     | Hinspiel | Rückspiel |
| ------------------- | - | ------------------- | -------- | --------- |
| Deportivo Galicia   | - | Deportivo Portugués | 2:0      | 0:1       |
| Náutico Capibaribe  | - | Palmeiras São Paulo | 1:3      | 0:0       |
| Deportivo Portugués | - | Náutico Capibaribe  | 1:1      | 2:3       |
| Deportivo Galicia   | - | Náutico Capibaribe  | 2:1      | 0:1       |
| Deportivo Galicia   | - | Palmeiras São Paulo | 1:2      | 0:2       |
| Deportivo Portugués | - | Palmeiras São Paulo | 1:2      | 0:3       |

## 2. Gruppenphase

### Gruppe 1
| Pl. | Verein                    | Sp. | S | U | N | Tore    | Diff. | Punkte |
| --- | ------------------------- | --- | - | - | - | ------- | ----- | ------ |
| 1.  | Estudiantes de La Plata   | 4   | 3 | 0 | 1 | 004:200 | +2    | 06     |
| 2.  | CA Independiente          | 4   | 2 | 0 | 2 | 007:300 | +4    | 04     |
| 3.  | Universitario de Deportes | 4   | 1 | 0 | 3 | 001:700 | −6    | 02     |

|                           |   |                         | Hinspiel | Rückspiel |
| ------------------------- | - | ----------------------- | -------- | --------- |
| Universitario de Deportes | - | Estudiantes de La Plata | 1:0      | 0:1       |
| Universitario de Deportes | - | CA Independiente        | 0:3      | 0:3       |
| CA Independiente          | - | Estudiantes de La Plata | 1:2      | 0:1       |

### Gruppe 2
| Pl. | Verein              | Sp. | S | U | N | Tore    | Diff. | Punkte |
| --- | ------------------- | --- | - | - | - | ------- | ----- | ------ |
| 1.  | Peñarol Montevideo  | 6   | 4 | 2 | 0 | 010:100 | +9    | 10     |
| 2.  | Sporting Cristal    | 6   | 2 | 4 | 0 | 007:300 | +4    | 08     |
| 3.  | CS Emelec           | 6   | 1 | 1 | 4 | 003:700 | −4    | 03     |
| 4.  | Deportivo Portugués | 6   | 1 | 1 | 4 | 003:120 | −9    | 03     |

|                     |   |                     | Hinspiel | Rückspiel |
| ------------------- | - | ------------------- | -------- | --------- |
| Deportivo Portugués | - | Peñarol Montevideo  | 0:3      | 0:4       |
| CS Emelec           | - | Sporting Cristal    | 0:2      | 1:1       |
| CS Emelec           | - | Peñarol Montevideo  | 0:1      | 0:1       |
| Deportivo Portugués | - | Sporting Cristal    | 1:1      | 0:2       |
| CS Emelec           | - | Deportivo Portugués | 2:0      | 0:2       |
| Sporting Cristal    | - | Peñarol Montevideo  | 1:1      | 1:1       |

### Gruppe 3
| Pl. | Verein                  | Sp. | S | U | N | Tore    | Diff. | Punkte |
| --- | ----------------------- | --- | - | - | - | ------- | ----- | ------ |
| 1.  | Palmeiras São Paulo     | 4   | 3 | 0 | 1 | 007:400 | +3    | 06     |
| 2.  | Club Guaraní            | 4   | 2 | 0 | 2 | 007:700 | ±0    | 04     |
| 3.  | CD Universidad Católica | 4   | 1 | 0 | 3 | 006:900 | −3    | 02     |

|                         |   |                         | Hinspiel | Rückspiel |
| ----------------------- | - | ----------------------- | -------- | --------- |
| CD Universidad Católica | - | Club Guaraní            | 4:1      | 1:3       |
| Palmeiras São Paulo     | - | CD Universidad Católica | 4:1      | 1:0       |
| Club Guaraní            | - | Palmeiras São Paulo     | 2:0      | 1:2       |

## Halbfinale
|                         | Gesamt |                    | Hinspiel | Rückspiel |
| ----------------------- | ------ | ------------------ | -------- | --------- |
| Estudiantes de La Plata | 13:2 1 | Racing Club        | 3:0      | 0:2       |
| Palmeiras São Paulo     | 3:1    | Peñarol Montevideo | 1:0      | 2:1       |

### Entscheidungsspiel
|                         | Ergebnis |             |
| ----------------------- | -------- | ----------- |
| Estudiantes de La Plata | 2 1:1 2  | Racing Club |

## Finale

### Hinspiel
| Estudiantes de La Plata                                           | Estudiantes de La Plata | Palmeiras São Paulo | Palmeiras São Paulo |
| ----------------------------------------------------------------- | --- | --- | ------------------- |
| Estudiantes de La Plata                                           | \| 2. Mai 1968 in La Plata, Argentinien (Estadio Jorge Luis Hirschi) \| \| Ergebnis: 2:1 (0:1) \| \| Zuschauer: 35.000 \| \| Schiedsrichter: Esteban Marino ( Paraguay) \|                                                     | \| 2. Mai 1968 in La Plata, Argentinien (Estadio Jorge Luis Hirschi) \| \| Ergebnis: 2:1 (0:1) \| \| Zuschauer: 35.000 \| \| Schiedsrichter: Esteban Marino ( Paraguay) \| | Palmeiras São Paulo |
| Estudiantes de La Plata                                           | Alberto Poletti, Rubén Fucceneco, Hugo Spadaro, Raúl Madero, Oscar Malbernat, Carlos Pachamé, Carlos Bilardo, Eduardo Flores, Felipe Ribaudo (Luis Lavezzi), Marcos Conigliaro, Juan Ramón Verón Cheftrainer: Osvaldo Zubeldía | Valdir Joaquim de Moraes, Geraldo da Silva, Baldocchi, Osmar, Ferrari, Ademir da Guia, Dudú, Servílio, Tupãzinho, Rinaldo, Suingue Cheftrainer: Alfredo González           | Palmeiras São Paulo |
| Estudiantes de La Plata                                           | 1:1 Juan Ramón Verón (83.) 2:1 Eduardo Flores (87.) | 0:1 Servílio (30.) | Palmeiras São Paulo |
| 2. Mai 1968 in La Plata, Argentinien (Estadio Jorge Luis Hirschi) | | |                     |
| Ergebnis: 2:1 (0:1)                                               | | |                     |
| Zuschauer: 35.000                                                 | | |                     |
| Schiedsrichter: Esteban Marino ( Paraguay)                        | | |                     |

### Rückspiel
| Palmeiras São Paulo                                       | Palmeiras São Paulo | Estudiantes de La Plata | Estudiantes de La Plata |
| --------------------------------------------------------- | --- | --- | ----------------------- |
| Palmeiras São Paulo                                       | \| 7. Mai 1968 in São Paulo, Brasilien (Estádio do Pacaembu) \| \| Ergebnis: 3:1 (1:0) \| \| Zuschauer: 40.000 \| \| Schiedsrichter: Domingo Massaro ( Chile) \| | \| 7. Mai 1968 in São Paulo, Brasilien (Estádio do Pacaembu) \| \| Ergebnis: 3:1 (1:0) \| \| Zuschauer: 40.000 \| \| Schiedsrichter: Domingo Massaro ( Chile) \|                                                                 | Estudiantes de La Plata |
| Palmeiras São Paulo                                       | Valdir Joaquim de Moraes, Escalera, Baldocchi, Osmar, Ferrari, Ademir da Guia, Dudú, Servílio, Tupãzinho, Rinaldo, Suingue Cheftrainer: Alfredo González         | Alberto Poletti, Rubén Fucceneco, Hugo Spadaro, Raúl Madero, Oscar Malbernat, Carlos Pachamé, Carlos Bilardo, Eduardo Flores (Néstor Togneri), Felipe Ribaudo, Marcos Conigliaro, Juan Ramón Verón Cheftrainer: Osvaldo Zubeldía | Estudiantes de La Plata |
| Palmeiras São Paulo                                       | 1:0 Tupãzinho (10.) 2:0 Rinaldo (54.) 3:0 Tupãzinho (68.) | 3:1 Juan Ramón Verón (72.) | Estudiantes de La Plata |
| 7. Mai 1968 in São Paulo, Brasilien (Estádio do Pacaembu) | | |                         |
| Ergebnis: 3:1 (1:0)                                       | | |                         |
| Zuschauer: 40.000                                         | | |                         |
| Schiedsrichter: Domingo Massaro ( Chile)                  | | |                         |

### Entscheidungsspiel
| Estudiantes de La Plata                                  | Estudiantes de La Plata | Palmeiras São Paulo | Palmeiras São Paulo |
| -------------------------------------------------------- | --- | --- | ------------------- |
| Estudiantes de La Plata                                  | \| 16. Mai 1968 in Montevideo, Uruguay (Estadio Centenario) \| \| Ergebnis: 2:0 (1:0) \| \| Zuschauer: 55.000 \| \| Schiedsrichter: César Orozco ( Peru) \|                                                                      | \| 16. Mai 1968 in Montevideo, Uruguay (Estadio Centenario) \| \| Ergebnis: 2:0 (1:0) \| \| Zuschauer: 55.000 \| \| Schiedsrichter: César Orozco ( Peru) \| | Palmeiras São Paulo |
| Estudiantes de La Plata                                  | Alberto Poletti, Ramón Alberto Aguirre Suárez, Raúl Madero, Oscar Malbernat, Carlos Pachamé, José Hugo Medina, Carlos Bilardo, Eduardo Flores, Felipe Ribaudo, Marcos Conigliaro, Juan Ramón Verón Cheftrainer: Osvaldo Zubeldía | Valdir Joaquim de Moraes, Escalera, Baldocchi, Osmar, Ferrari, Ademir da Guia, Dudú, Servílio, Tupãzinho, Rinaldo, Suingue Cheftrainer: Alfredo González    | Palmeiras São Paulo |
| Estudiantes de La Plata                                  | 1:0 Felipe Ribaudo (13.) 2:0 Juan Ramón Verón (82.) | | Palmeiras São Paulo |
| 16. Mai 1968 in Montevideo, Uruguay (Estadio Centenario) | | |                     |
| Ergebnis: 2:0 (1:0)                                      | | |                     |
| Zuschauer: 55.000                                        | | |                     |
| Schiedsrichter: César Orozco ( Peru)                     | | |                     |